# Textilkunst-Gilde
Die Textilkunst-Gilde (Lit. Tekstilininkų ir dailininkų gildija) mit Sitz in Kaunas ist die Vereinigung der litauischen Textilkünstler. 

## Geschichte
Die Textilkunst-Gilde wurde im Jahr 2000 gegründet. Sie versteht sich nicht nur als Vertretung ihrer Mitglieder, sondern ist auch pädagogisch tätig, veranstaltet Ausstellungen und ist an der Organisation der Textilkunst-Biennale Kaunas beteiligt. Die Textilkunst-Gilde hat in der Altstadt von Kaunas eine eigene Galerie, die Galerija Balta. 